# Tüskevár
Tüskevár là một thị trấn thuộc hạt Veszprém, Hungary. Thị trấn này có diện tích 17,01 km², dân số năm 2010 là 568 người, mật độ 33 người/km².